# Jonathan Haidt
Jonathan Haidt (Nova York, 19 de outubro de 1963) é um psicólogo social estadunidense, e professor e Liderança Ética na Stern School of Business da Universidade de Nova Iorque. Seu trabalho de pesquisa enfoca as bases da moralidade em diversas culturas. Ele foi citado como um dos maiores pensadores globais pela revista Foreign Policy e um dos maiores pensadores mundiais pela revista Prospect.
As principais contribuições científicas de Haidt vêm do campo psicológico da teoria dos fundamentos morais, que tenta explicar as origens evolutivas do raciocínio moral humano com base em sentimentos inatos e viscerais, em vez de lógica e razão. A teoria foi posteriormente estendida para explicar os diferentes raciocínios morais e como eles se relacionam com a ideologia política, com diferentes orientações políticas priorizando diferentes conjuntos de morais.

## Biografia

### Infância e educação
Haidt nasceu em uma família judeus secular e foi criado em Scarsdale, Nova York. Seus avós eram nativos russos e poloneses que imigraram quando adolescentes para os Estados Unidos, onde se tornaram trabalhadores da indústria têxtil. Haidt descreveu a criação que teve como "muito assimilada", identificando-se como ateu aos 15 anos. Seu pai, um judeu Asquenazes, era um advogado corporativo. A família geralmente era Liberalismo nos Estados Unidos do New Deal.
Aos 17 anos, Haidt lembrou que passou por uma crise existencial ao ler a peça de teatro Esperando Godot e literatura existencial. Depois de frequentar a Scarsdale High School, ele foi educado na Universidade Yale, graduando-se magna cum laude em 1985 com um Bacharelado em Filosofia, então brevemente trabalhou como programador de computador antes de prosseguir seus estudos de pós-graduação em psicologia na Universidade da Pensilvânia, onde recebeu um Mestrado e um Ph.D. na área em 1988 e 1992, respectivamente, com uma bolsa de pós-graduação concedida pela National Science Foundation. Sua dissertação foi intitulada "Moral judgment, affect, and culture, or, is it wrong to eat your dog?" ("Julgamento moral, afeto e cultura, ou é errado comer seu cachorro?") e foi supervisionada pelos psicólogos Jonathan Baron e Alan Fiske. Inspirado pelo antropólogo Paul Rozin, Haidt escreveu sua tese sobre a moralidade de atos inofensivos, mas repugnantes.
Após obter seu Ph.D., Haidt estudou psicologia cultural na Universidade de Chicago como bolsista de pós-doutorado, período durante o qual treinou no Instituto Nacional de Saúde Mental sob a supervisão do antropólogo cultural Richard Shweder de julho de 1992 a junho de 1994. Haidt chamou Shweder de "o professor que mais me afetou". Por sugestão de Shweder, Haidt pesquisou a complexidade moral em Bubanesvar, Índia, onde conduziu estudos de campo e "encontrou uma sociedade de certa forma patriarcal, sexista e antiliberal". De julho de 1994 a agosto de 1995, ele foi um associado de pós-doutorado na Fundação MacArthur sob a orientação da psicóloga Judith Rodin.

### Carreira acadêmica
Em agosto de 1995, Haidt tornou-se professor assistente na Universidade da Virgínia, onde foi finalmente nomeado professor associado em agosto de 2001, depois professor titular do departamento de psicologia da universidade em agosto de 2009. Ele permaneceu na Virgínia até 2011, ganhando quatro prêmios por ensino, incluindo um prêmio estadual conferido pelo governador Mark Warner. Haidt também ganhou a reputação de desafiar as suposições gerais da psicologia moral. Sua pesquisa, centrada nas origens emocionais da moralidade com foco particular nas emoções de desgosto e elevação, levou à publicação do livro The Happiness Hypothesis em 2006.
Em 1999, Haidt tornou-se ativo no novo campo da psicologia positiva, estudando emoções morais positivas. Esse trabalho levou à publicação de um volume editado, Flourishing, em 2003. Em 2004, Haidt começou a aplicar a psicologia moral ao estudo da política, fazendo pesquisas sobre os fundamentos psicológicos da ideologia. Este trabalho levou à publicação em 2012 de The Righteous Mind. Haidt passou o ano acadêmico de 2007-2008 na Universidade de Princeton como Professor Visitante para Ensino Distinto. Em julho de 2010, ele deu uma palestra na Edge Foundation sobre os novos avanços em psicologia moral.
Em 2011, Haidt mudou-se para a Stern School of Business da Universidade de Nova Iorque como Professor Thomas Cooley de Liderança Ética, mudando-se para a cidade de Nova Iorque com sua esposa, Jayne, e dois filhos. Em 2013, ele foi cofundador da Ethical Systems, uma colaboração sem fins lucrativos dedicada a tornar a pesquisa acadêmica sobre ética amplamente disponível para as empresas. Em 2015, Haidt foi cofundador da Heterodox Academy, uma organização sem fins lucrativos que trabalha para aumentar a diversidade de pontos de vista, o entendimento mútuo e o desacordo produtivo. Em 2018, Haidt e Richard Reeves coeditaram uma edição ilustrada de A Liberdade, de John Stuart Mill, intitulada All Minus One: John Stuart Mill's Ideas on Free Speech Illustrated (ilustrado por Dave Cicirelli). A pesquisa atual de Haidt aplica a psicologia moral à ética empresarial.

## Contribuições de pesquisa
- Social intuitionism
- Moral disgust
- Moral elevation
- en:Moral foundations theory (wikipédia em inglês)

## Obras
- Flourishing: Positive psychology and the Life Well Lived. (ed. com Corey L.M. Keyes), 2002. "American Psychological Association". ISBN 1-55798-930-3.
- The Happiness Hypothesis: Finding Modern Truth in Ancient Wisdom. 2005, Basic Books. ISBN 0-46502-802-0. No Brasil: Uma Vida Que Vale A Pena. 2006, Elsevier. ISBN 978-8535219982 e A Hipótese da Felicidade: Encontrando a verdade moderna na sabedoria antiga . 2022, LVM Editora. ISBN 978-6550520472 Em Portugal: A Conquista da Felicidade: Os contributos da sabedoria antiga e da ciência moderna. 2006, Sinais de Fogo Publicações. ISBN 9789898066008
- The Righteous Mind: Why Good People Are Divided by Politics and Religion. 2013, Pantheon. ISBN 978-0-307-37790-6. No Brasil: A Mente Moralista: Por que pessoas boas são segregadas por política e religião. 2020, Alta Cult. ISBN 978-8550813905 Em Portugal: A Mente Justa: Porque as pessoas boas não se entendem sobre Política e Religião. 2023, Edições 70. ISBN 9789724426624
- The Coddling of the American Mind: How Good Intentions and Bad Ideas Are Setting Up a Generation for Failure (com Greg Lukianoff) 2018, Penguin Press. ISBN 978-0735224896
- The Anxious Generation: How the Great Rewiring of Childhood Is Causing an Epidemic of Mental Illness. 2024, Penguin Press, ISBN 978-0593655030. No Brasil: A Geração Ansiosa: Como a infância hiperconectada está causando uma epidemia de transtornos mentais. 2024, Companhia da Letras. ISBN 978-8535938531 Em Portugal: A Geração Ansiosa: Como a Grande Reconfiguração da Infância está a provocar uma Epidemia de Doença Mental. 2024, Dom Quixote. ISBN 9789724426624